# Escola Superior de Hotelaria e Turismo do Instituto Politécnico do Porto
A Escola Superior de Hotelaria e Turismo do Instituto Politécnico do Porto é uma unidade orgânica do Instituto Politécnico do Porto, criada em 2016.

## Instalações
Localiza-se no Campus 2 - Vila do Conde/Póvoa de Varzim do Instituto Politécnico do Porto, na fronteira entre os municipios de Póvoa de Varzim e Vila do Conde, na zona de Argivai, em instalações que foram construídas de raiz para albergar a antiga Escola Superior de Estudos Industriais e de Gestão (ESEIG), em 2001, e são um projecto do arquitecto portuense Filipe Oliveira Dias.

## A Escola e os Cursos
A ESHT ministra actualmente, no quadro do modelo do Processo de Bolonha, licenciaturas em:
- Gestão e Administração Hoteleira;
- Gestão de Atividades Turísticas;
- Gestão de Restauração e Catering;

mestrados em:
- Direção Hoteleira:
  - Ramo de Hotelaria de Saúde e Bem Estar;
  - Ramo de Direção Comercial e Marketing;
- Gestão do Turismo (em parceria com a Escola Superior de Gestão - Instituto Politécnico do Cávado e Ave)

pós-graduações em:
- Gestão de Unidades de Saúde;
- Gestão de Unidades de Turismo em Espaço Rural;
- Direção Financeira de Empreendimentos Turísticos e Hoteleiros;

CTeSP de:
- Animação Turística
- Serviços de Restauração e Catering;
- Operações Hoteleiras;
- Turismo e Informação Turística;

e Cursos Superiores de Especialização (lecionados na Porto School Hotel, em Baião) em:
- Culinary and Innovation Management;
- International Hospitality Management;
- Wine and Beverage Service Management.

## Arquitetura do Campus 2 - Vila do Conde e Póvoa de Varzim

### Implantação e Concepção

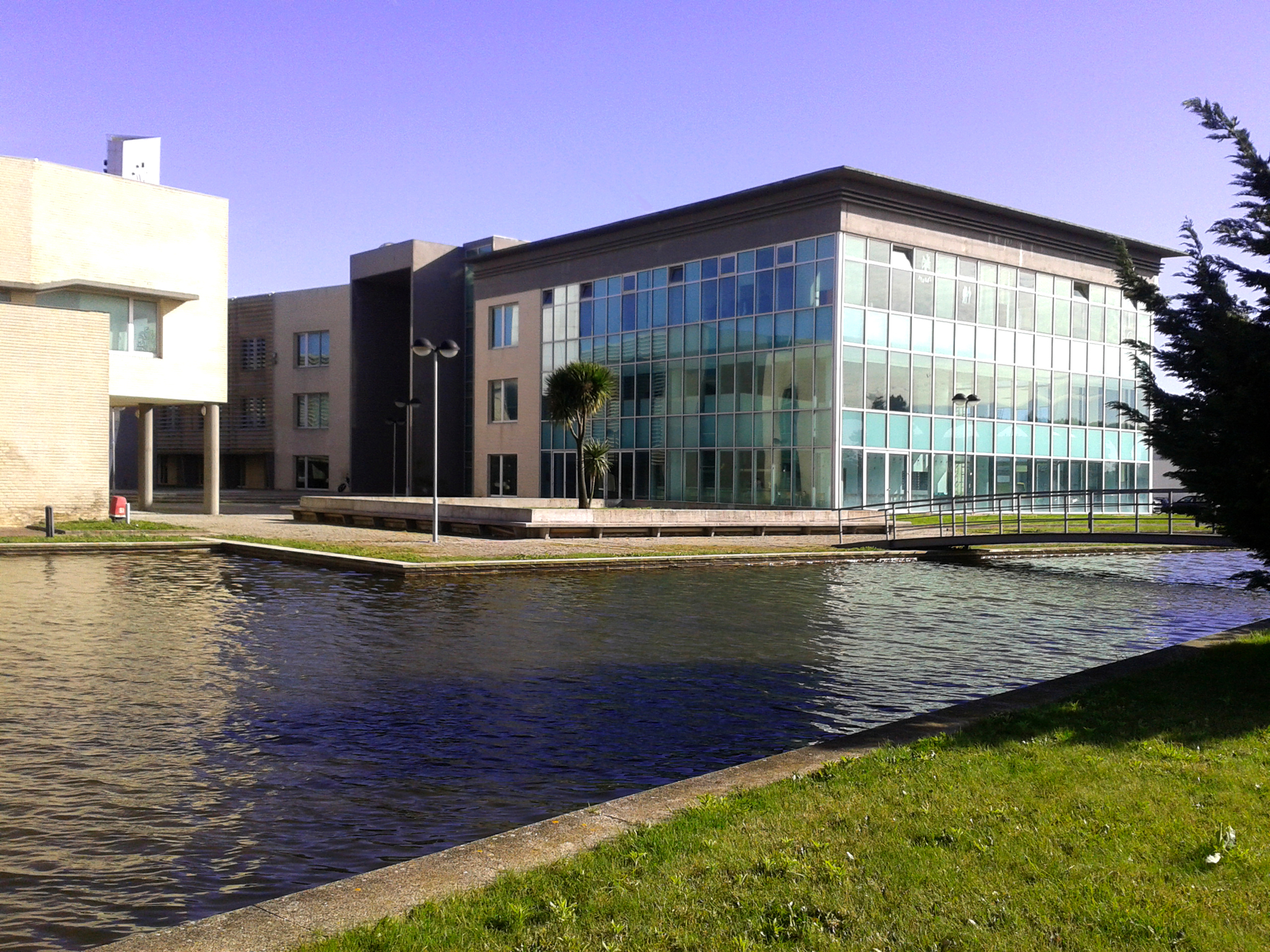
Campus 2 - Vila do Conde/Póvoa de Varzim.

O Campus, no seu conjunto, tem uma dimensão majestosa. A solução arquitectónica desenvolvida está alinhada com o eixo sul/norte, tal como se orientam os arcos situados no local, dos quase mil que constituem o belo e extenso aqueduto. Este desenvolvimento, que permite potenciar ao máximo a exposição solar, assenta em quatro edifícios, duas praças articuladas entre si e três entradas para o campus, com circulação a interligá-las.

### O Campus, o Programa e os Edifícios
- O primeiro edifício, a sul, com dois corpos sequenciais, com leitura de um só, ligeiramente desalinhado, marca uma das entradas, a porta do conjunto, e tem como função o apoio social, com cantina e bares, associação de estudantes, direcção e administração da escola e biblioteca.
- O segundo edifício, a nascente e com a forma em L, marca, em conjunto com o primeiro, no seu topo nascente-sul, uma segunda entrada, prevendo o futuro desenvolvimento local; tem também como função, num dos seus corpos, o ensino teórico, em salas de aula, e no outro a instalação de gabinetes dos docentes. Este edifício está interligado com o primeiro através de um passadiço aéreo.
- O terceiro edifício, a poente e igualmente em L, é estratégico, pois define, em conjunto com o corpo destinado aos docentes, as duas praças e tem como função o ensino prático, em laboratórios.
- O quarto edifício, a norte, é de um corpo só e marca o remate de uma praça e a terceira porta do campus. Tem como função albergar o auditório central / teatro. A localização permite o seu funcionamento em sessões destinadas ao público em geral, sem atravessar e devassar todo o Campus. Esta solução permite ainda que o piso das garagens não seja totalmente enterrado, já que um dos seus lados se assume como frente.

### Solução Arquitectónica, as Praças, o Parque e o Auditório
Nesta solução está ausente o conceito de frente e traseiras, e foram implantados elementos funcionais que são ao mesmo tempo referências que valorizam o conjunto, em qualquer abordagem. É o caso:
- Da porta em arco, a sul;
- Da passagem aérea suspensa, a nascente;
- Do auditório, a norte;
- Da torre no centro;
- Da abertura da praça da torre, a poente, rematada por um lago.

A praça da torre inicia um percurso pedonal ao longo do lago e do parque, que convida ao lazer e reflexão. O parque, medianamente arborizado, tem percursos que permitem usufruir de uma relação privilegiada com os arcos e com o lago e viver momentos de descontracção no anfiteatro moderno, ao ar livre. Existem a apoiar todo o campus, três zonas distintas de estacionamento não coberto.

### Áreas
- 31 544 m² (terreno)
- 18 750 m² (edificação)